# عرقون صغيرة السداة
عرقون صغيرة السداة (الاسم العلمي:Euphrasia micrantha) هو نوع من النباتات يتبع جنس العرقون من الفصيلة الهالوكية.